# Educación somática
La educación somática o simplemente somática es un campo que emplea enfoques integrales centrados en el cuerpo para ayudar a las personas a lograr la integración y la transformación de uno mismo a través del movimiento y determinadas prácticas de sensibilización destinadas a promover el bienestar psicofísico. Engloba disciplinas distintas, cada una con su propio énfasis educacional y terapéutico, principios, métodos, psicología y técnicas.

## Conceptos básicos
El término deriva de la palabra "somática" (en griego "soma", somatikos: "vida, consciente, corporal") que significa, perteneciente al cuerpo, experienciado y regulado desde el interior. El concepto de soma postula que ni el cuerpo ni la mente está separada de la otra, ambos son parte de un proceso vivo. En la somática el enfoques holístico que armoniza cuerpo-mente es un objetivo común. 
La liberación de las restricciones en el cuerpo y la mente es otro de sus objetivos, de modo que las funciones individuales prosperan hacia un estado de salud óptimo mediante la auto-maestría y la responsabilidad dentro del entorno en el que la persona vive.

## Origen
Thomas Hanna aplicó el término en la década de 1970 para describir los diversos enfoques que integran cuerpo-mente que estaban en desarrollo. También fundó la revista Somática: Revista de las Artes de cuerpo-mente y las Ciencias y la Sociedad Somática para aquellos interesados en este nuevo campo. Su método, Hanna somática Educación y Formación es el procedimiento para la enseñanza del control voluntario consciente de que el sistema neuromuscular a las personas que sufren trastornos musculares de naturaleza involuntaria, inconsciente y es un método para lograr el control de movimiento, la flexibilidad y la salud. Hanna describe el campo de la somática como «El arte y la ciencia del proceso de interrelación entre la conciencia, la función biológica y el medio ambiente, los tres factores que se entienden de un modo sinérgico.» «el estudio del soma, la biología de las funciones corporales por el cual y a través del cual la conciencia y el medio ambiente están mediada».